# 丘梅什河

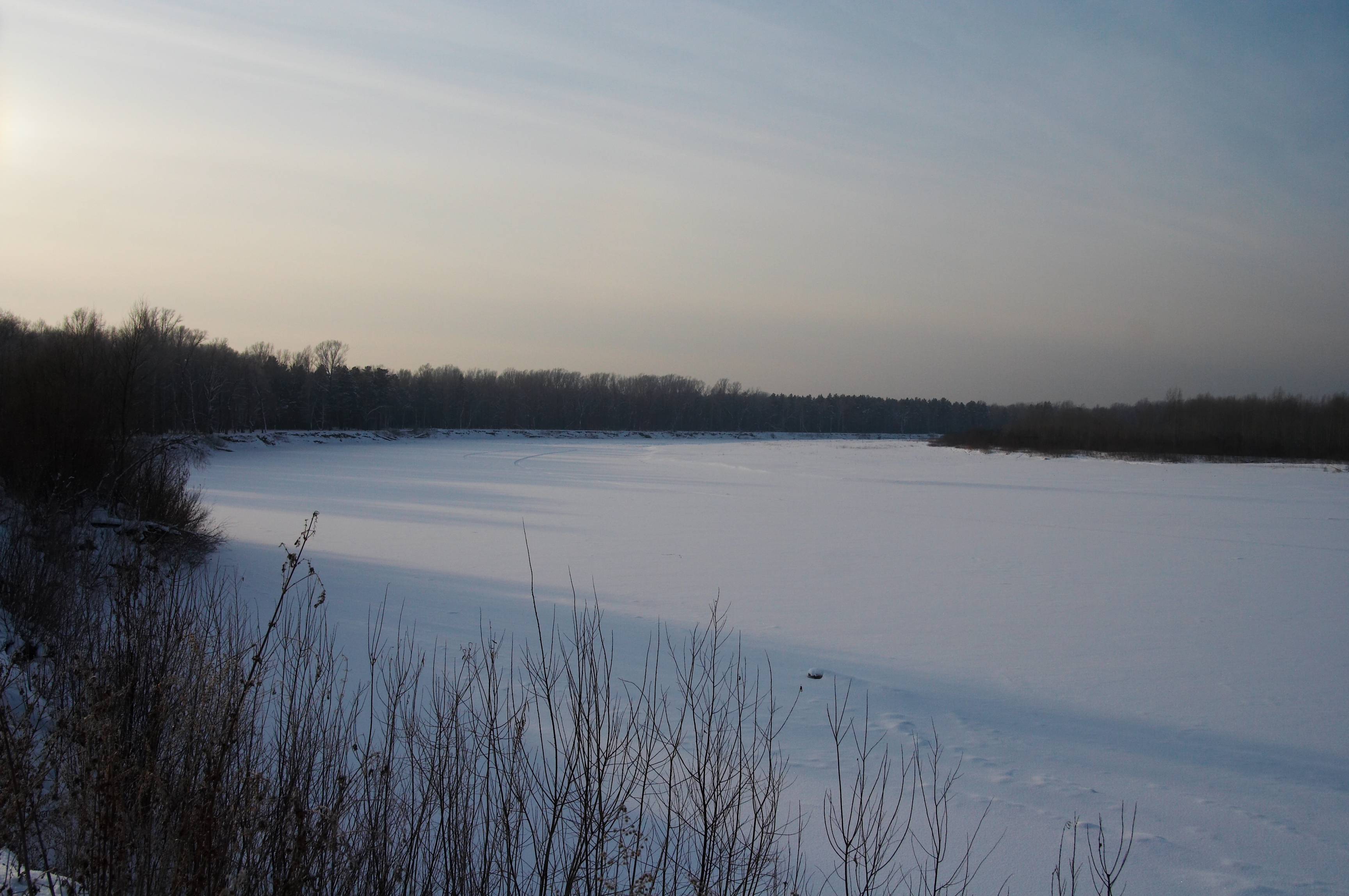

丘梅什河（俄语：Чумыш）是俄羅斯的河流，位於克麦罗沃州和阿爾泰邊疆區，屬於鄂畢河的右支流，河道全長644公里，流域面積23,900平方公里，河水主要來自融雪，每年在十一月至翌年四月結冰。
53°32′25″N 83°10′04″E / 53.54028°N 83.16778°E